# إنريكي سانتياغو فرنانديز
إنريكي سانتياغو فرنانديز (بالإسبانية: Enrique Santiago Fernández) هو لاعب كرة قدم أرجنتيني في مركز الوسط، ولد في 21 مارس 1944 في روساريو في الأرجنتين، وتوفي بنفس المكان في 12 نوفمبر 2003. شارك مع منتخب الأرجنتين لكرة القدم. أما مع النوادي، فقد لعب مع ديبورتيفو كالي وروزاريو سنترال وريفر بليت ونادي ميلوناريوس.

## وصلات خارجية
- إنريكي فرنانديز على موقع ناشيونال فوتبول تيمز (الإنجليزية)
- إنريكي فرنانديز على موقع عالم كرة القدم.نت (الإنجليزية)